# Visio Godeschalci
Die Visio Godeschalci (lateinisch für „Vision Gottschalks“) ist der Bericht eines Rodungsbauern namens Gottschalk in Holstein von seiner im Jahre 1189 erlebten Vision.
Zwei verschiedene Geistliche haben ihn unabhängig voneinander befragt und seine Erzählung 1190 in lateinischer Sprache aufgeschrieben. In Gottschalks Vorstellung vom Jenseits mischen sich christliche Bilder mit altnordischen aus vorchristlicher Zeit. Der Visionsbericht vermittelt Einblicke in das Alltagsleben und die Jenseitsvorstellungen eines Angehörigen der sozial niederen Schicht fast am Rande der christlichen Welt im späten 12. Jahrhundert.

## Vorgeschichte
Gottschalk gehörte in die zweite Generation der Holsten, die Graf Adolf II. 1143 zur Landnahme Wagriens aufgerufen hatte. Vermutlich in den 1170er Jahren kam er aus dem Kirchspiel Nortorf nach Horchen, dem heutigen Großharrie in Mittelholstein, das damals zur Pfarrei des Augustiner Chorherrenstifts Neumünster gehörte und schon 1141 als Ausstattung des Stifts genannt wird. Es war Gottschalks Zehntherr, persönlich war er ein freier Mann. Um seine Ackerfläche zu erweitern, rodete er Bäume mit Stubben im angrenzenden Hochwald. Mit seiner fast blinden Frau, seinem schwächlichen Sohn und einem Gaul bewirtschaftete er seine Kate. Gottschalk war immer wieder krank und häufig litt er Not, selbst im Winter ging er barfuß.
Gottschalk gehörte zum militärischen Aufgebot der holsteinischen bäuerlichen Führungsschicht, die Heinrich den Löwen unterstützte und 1189 die Siegesburg belagerte, eine der letzten Stellungen Graf Adolfs III. Vergebens hatte er den Overboden gebeten, ihn wegen Erkrankung von seiner Pflicht zu entbinden. Mit seinen Dorfgenossen erreichte er Segeberg am 10. Dezember. Zwei Tage später kam die Krankheit mit Fieberschauern zum Ausbruch. Bis zum 17. Dezember war er noch ansprechbar und konnte die Kommunion empfangen. Dann schwanden seine Sinne, er konnte nicht mehr sprechen und der Pulsschlag hörte auf. Der Leib wirkte wie entseelt, am 20. entströmte seine Seele, wie Gottschalk später erzählt. In dieser Phase des Scheintods hatte Gottschalk eine Sterbevision.

## Visionsbericht
Das Motiv von der Wanderung im Jenseits und der Rückkehr in die irdische Welt gehört zur verbreiteten erbaulichen Literatur des Mittelalters, von der Gottschalk aus der Predigt manches erfuhr. Für die Jenseitsreise ist typisch, dass der Visionär in Ekstase oder Schlaf fällt und die Seele den Körper verlässt, der wie tot zurückbleibt. Häufig begleiten Engel den Visionär als Führer. Typisch ist auch, dass er im Jenseits verschiedene Plätze sieht und dass er nach seiner Rückkehr nicht alles erzählen darf. Dass er in der anderen Welt ihm aus dem Leben bekannte Menschen trifft und dort nicht verweilen darf, sind ebenfalls Topoi in der Visionsliteratur des 12. Jahrhunderts.
Gottschalks Weltbild ist durch die Überlieferungen seiner Familie und seiner Dorfgenossen bestimmt, durch die sonntägliche Predigt und die Bilder in der Kirche. Seine Jenseitsvorstellung entspricht im Wesentlichen der kirchlichen Lehre, vor allem auch in dem Glauben, dass das irdische Handeln im Jenseits belohnt oder bestraft wird. In dem erst vor ein oder zwei Generationen wirklich christianisierten Gebiet ist der Volksglaube aber noch stark von der germanischen Mythologie geprägt. Gottschalks Erlebnisse im Jenseits entsprechen dem Volksglauben seiner Zeit und seiner Umgebung.

### Wanderung im Jenseits
Gottschalks Vision beginnt mit einem Topos, mit der Ankunft der beiden Engel, die ihn durch das Jenseits geleiten und das Gesehene erläutern. An einer Linde, die mit unzählbar vielen Schuhpaaren behängt war, strömten die Seelen der Toten zusammen. Wer in seinem Leben dem Nächsten nach seinen Möglichkeiten Barmherzigkeit erwiesen hatte, der bekam schützende Schuhe.
Mit 14 Schuhträgern und ungefähr 120 Unbeschuhten begann der Marsch der Toten durch eine öde Heide mit Dornen und Stacheln. Die ungeschützten Füße wurden zerstochen; Stürzende wurden so zugerichtet, dass an ihnen keine heile Stelle blieb. Als Gottschalk barfuß zusammenbrach, holte ihm sein Engel ein Paar Stiefel von der Linde. Die Unbeschuhten wurden bestraft, weil sie sich den Geboten Gottes und den Lehren der Priester nicht gehorsam gefügt hatten; zu ihnen gehörte offensichtlich auch Gottschalk. Nachdem alle die dornige Heide passiert hatten, waren 25 der Unbeschuhten von ihren Sünden erlöst und durften sich der Gruppe der Schuhträger anschließen.
Die Seelen kamen an einen breiten Fluss, aus dem die Klingen von Schwertern, Spießen und Lanzen emporragten. Tote, die schwimmend ans andere Ufer mussten, wurden zerfleischt. Im Strom schwimmende Balken glitten ans Ufer, nahmen die Beschuhten auf und brachten sie selbsttätig unverletzt auf die andere Seite. Wer im Zeitalter des Landesausbaus und der Bodenmelioration freiwillig dem Gemeinwohl gedient, Wege gangbar gemacht, im Schlamm Dämme errichtet und Brücken gebaut oder renoviert hatte, den nahmen die Balken auf. Bis auf sechs waren jetzt alle entsühnt. Gottschalks erster Tag in der jenseitigen Welt ging zu Ende.
Mit den in ihrer Gestalt wieder hergestellten Seelen formierte sich der Zug in der Reihenfolge der Erlösung. An einer Weggabelung führte der helle und breite Mittelweg geradeaus; er war für die Guten bestimmt. Der enge und morastige linke Weg für die hoffnungslosen Sünder ging in die Tiefe und war auf beiden Seiten von hohen Mauern gesäumt. Der Gestank aus diesem Weg zur Hölle verpestete die Luft und war der Anlass für Gottschalks sich später verschlimmernde Krankheit. Der Weg zur Rechten für die Vollkommenen strebte feurig glänzend himmelwärts. Fünf Schuhträger wies ein Engel nach rechts. Die sechs noch nicht Entlasteten am Ende des Zugs befahl er auf einen Pfad zwischen Abgrund und Mittelweg durch unwegsames, finsteres Gelände. Mit Abstand folgte ein Schwerbelasteter, dessen Identität Gottschalk nicht preisgibt. Von den Vollkommenen hörte man lieblichen Jubelgesang; sie leuchteten in unvergleichbarem Licht und meisterten leichtfüßig den steilen Aufstieg. Die Wanderer auf dem Mittelweg durch eine liebliche Landschaft besangen heiter die Herrlichkeit Gottes. Die sechs noch nicht Entsühnten am Ende des Zugs seufzten und klagten. Gottschalk wurde zu ihrem Führer bestimmt und befürchtete Schlimmes. Aber sein Engel tröstete ihn, er werde die Bestrafungen zwar sehen, aber seine Engel würden ihn schützen.
Am Ende des zweiten Tages loderte ein Feuer von unermesslicher Hitze auf der Fläche eines Neunecks. Neun Dämonen quälten die Büßer auf vielfältige Weise: Sünder legten einen Arm ins Feuer, einen Fuß oder eine andere Körperpartie. Wer an der Hand gestraft wurde, war ein Dieb und wer an den Füßen gebrannt wurde, ging auf falschen Wegen. Noch in einiger Entfernung wurde Gottschalks linke Seite von der Gluthitze gestreift, und er spürte einen heftigen Schmerz. Gottschalk sah einflussreiche Männer im Feuer, einen ehemaligen Overboden und Angehörige der holsteinischen bäuerlichen Führungsschicht, die Heinrich den Löwen unterstützte.
Nachdem Gottschalk Sünder im Feuer gesehen hatte, führten ihn seine Engel auf den Mittelweg zurück, der immer breiter, immer heller leuchtend nach oben führte. Zwei Seelen aus der ehemaligen Sechsergruppe, die durch die Folter entsühnt waren, begleiteten ihn; 25 weitere Erlöste schlossen sich an und folgten dem Zug, gemeinsam sangen sie frohe Lieder. Aus dem Weg wurde eine breite, glänzend schöne Straße und aus einem hohen prachtvollen Haus erklangen fröhliche Lieder. Die Straße wurde nochmals breiter mit einem größeren Haus, dessen Bewohner noch wohltönender sangen. Noch einmal wurde die Straße breiter mit einem Gebäude, das die gesehenen an Größe, Pracht und Zahl der jubelnd singenden Bewohner übertraf. Gottschalk bedauerte, dass er seine Engel nicht nach der Bedeutung dieser Stufung der Straße, der Häuser und ihrer Bewohner zur Weite, Schönheit, Helligkeit und Freude gefragt hatte. Ein wundersamer Duft spendete den Wanderern Kraft, und Gottschalk hatte kein Verlangen mehr nach Speisen.
Nach diesem Weg von drei Tagen öffnete sich die Weite des Reichs der Lebenden, wie Gottschalk die andere Welt nannte. Die Sonne strahlte neunmal heller als auf der Erde und stand immer im Zenit; es gab weder Schatten noch Nacht. Alles leuchtete in goldenem Licht. Eine strahlende Basilika erschien auf einem Platz, Fenster und Türen besaß sie nicht, und der Chor lag im Westen. Strahlende Häuschen waren an die Kirche angebaut. In den offenen wohnten die Heiligen, die noch geschlossenen waren für künftige Bewohner bestimmt. Als Gottschalk die Kirche mit Abstand betrachtete, stand in strahlender Erhabenheit ein Mann auf dem First, der Evangelist Johannes. Gottschalks Weggenossen hatten sich in gleicher Weise verwandelt und plötzlich waren sie verschwunden; Gottschalk war mit seinen beiden Engeln allein. Auf einer Bank neben der Kirche erkannte er zwei kürzlich verstorbene Chorherrn; sie ließen Platz für sechs weitere, die noch lebten. An anderer Stelle sah er einen Laienbruder in einem hellen Häuschen, einen Küchenhelfer des Stifts, der sich diesen Platz durch Askese und Kasteiungen verdient hatte. Auf einer zweiten Bank kannte Gottschalk drei Laienbrüder, die Platz hielten für zwei noch lebende. Ein noch verschlossenes Häuschen war für eine Witwe reserviert, die Kranke besucht und ihnen Mittel zur Linderung ihrer Leiden schenkt. Das ihr von ihrem Mann zugefügte Leid hatte sie treu und geduldig ertragen. Nachdem der Hof an sie gekommen war, spendete sie großzügig an die Armen. Der schlechten Behandlung durch ihre Kinder begegnet sie mit Gleichmut. Beim Blick zum Westende der Kirche hatte Gottschalk ein überwältigendes Erlebnis, von dem er zunächst nicht sprechen konnte: Über dem Chor sah er für einen Augenblick ein unbeschreiblich helles Licht, das alles zum Leuchten brachte und alles durchdrang. Als er verstört und zitternd wieder aufsah, war die Erscheinung verschwunden. Gottschalk war überzeugt, dass er für einen Augenblick Gott wahrgenommen hatte.
Am fünften Tag erreichten Gottschalk und seine Engel einen riesigen Platz, auf dem sich viele Seelen versammelt hatten. Alle erschienen zum Fest des heiligen Andreas, das man im Dezember feierte. Alle sah man ohne Gebrechen in ihrer vollkommenen Gestalt, die Männer im Alter von etwa dreißig Jahren. Einige Männer schleppten andere auf dem Rücken; es waren Mörder, die ihr Opfer bis zum Jüngsten Tag tragen mussten, es sei denn, sie wurden bei Blutrache erschlagen; der Mörder eines Christen hingegen wurde von seiner Strafe in keinem Fall befreit. Herren und Herrinnen erwiesen ihren Knechten und Mägden gesenkten Hauptes die Ehre. Sie schämten sich, weil sie auf Erden ihr Gesinde nicht wie Mitchristen behandelt hatten. Pilger, die eine Reise nach Jerusalem unternommen hatten, trugen goldene, mit Edelsteinen besetzte Kreuze auf der Brust. Wer dreimal zu den Apostelgräbern nach Rom gepilgert war, der trug wegen seiner Beharrlichkeit eine goldene Krone. Als der heilige Andreas erschien, stimmte er zart einen Hymnus an und die Umherstehenden fielen jubelnd ein. Gottschalk versuchte es vergeblich, seine Stimme hatte keinen Klang. Das Gelingen war ihm versagt, weil er im Reich der Lebenden nicht bleiben durfte, denn nach seiner Rückkehr in die irdische Welt sollte er den Menschen von seinen Erlebnissen berichten. Die Engel versprachen ihm aber, ihn später hierher zurückzubringen. Plötzlich war Gottschalk allein, Engel und Festgesellschaft waren verschwunden.
Gottschalk kam zu einer unendlich großen Stadt in einer weiten Ebene; ohne Wälle, Gräben und Ringmauer stand sie jedem offen. Die Häuser hatten eine von Sitzbänken begleitete, durchsichtige Mittelwand und waren an den Seiten durch verzierte Säulchen gestützt. Millionen Tote aus allen Zeitaltern und Völkern lebten in dieser Stadt, die Gottschalk nicht betrat, da er keine Führer mehr hatte. Von außerhalb sah er einen Mann aus seinem Kirchspiel, der am Vortag gestorben war, am selben Tag beerdigt wurde und Gottschalk bat, seinem Sohn eine Botschaft zu übermitteln. Er hatte die Peinigungen überstanden und wusste nicht, wo er bleiben sollte. Gottschalk bemerkte, wie den zweimal verheirateten Mann seine verstorbene erste Frau bei der Hand nahm und ihm auf ihrer Bank den Platz zu ihrer Rechten anbot. Viele aus seinem Heimatdorf saßen auf derselben Bank. Dies war das letzte Bild seiner Vision.

#### Nach der Vision
Am 24. Dezember wurde Gottschalks Einheit abgelöst, seine Kameraden brachten ihn krank und verwirrt auf einem Karren nach Hause. Von seiner Reise hatte er leibliche Leiden mitgebracht: Die Haut seiner Fußsohlen löste sich ab, sodass er nicht mehr gehen konnte. Der Gestank aus dem Höllenweg bereitete ihm Schmerzen im Kopf mit Eiter in Mund und Nase. Der beim Fegefeuer erlittene Schmerz in der Seite, der sich auf andere Körperteile ausdehnte, hinderte ihn, sich auf die Seite zu legen. Fünf Wochen lang aß und trank er nur selten und wenig. Ab Ende Januar 1190 konnte er den Nachbarn von seinen Erlebnissen berichten. Da er aber auf dem Hof kaum noch arbeiten konnte, bat er seinen Pfarrer in Neumünster um die Letzte Ölung und noch auf dem Krankenlager berichtete er ihm von seiner Vision.

### Autoren
Von Gottschalks Vision gibt es zwei sachlich weitgehend übereinstimmende Aufzeichnungen von zwei Geistlichen, deren Namen nicht bekannt sind. Die Autoren unterscheiden zwischen den Angaben Gottschalks und eigenen Kommentaren. Beide Fassungen sind in lateinischer Sprache geschrieben. Die ausführlichere mit dem Titel Godeschalcus  stammt vom Pfarrer in Neumünster, zu dessen Pfarrei auch Harrie gehörte. Der literarisch und philosophisch versierte Priester war Kanoniker im Augustiner-Chorherrenstift Neumünster; eventuell war es der Propst des Stifts, Sido von Neumünster. Im Frühjahr 1190 hatte er Gottschalk an seinem Krankenbett mehrfach befragt und war von der Wahrhaftigkeit und Bedeutung des Berichts überzeugt. Vermutlich zwischen August und Oktober 1190 schrieb er die Erzählung nieder. Neben der eigentlichen Vision enthält seine Fassung Kapitel, die über das Leben Gottschalks vor und nach der Vision berichten. Der Autor nimmt Bezug auf aktuelle Geschehnisse und bietet damit auch Einblicke in das Alltagsleben und die Rechtspraxis der Zeit.
Ein wenig später als die Fassung Godeschalcus entstand die wesentlich kürzere Visio Godeschalci. Sie ist aus der Sicht des Visionärs in der Ich-Form geschrieben und verzichtet auf lokale Bezüge. Wahrscheinlich war der Pfarrer von Nortorf der Verfasser, auch er befragte den Visionär. Er schrieb vermutlich für einen Leserkreis, der an lokalen Ereignissen nicht interessiert war. Wortwahl und Umfang der beiden Texte unterscheiden sich, aber der Inhalt mit seinen vielen Details widerspricht sich an keiner Stelle. Es ist wahrscheinlich, dass der Pfarrer in Nortorf den Bericht seines Amtskollegen aus Neumünster gekannt hat, denn wie dieser benutzt er bei einigen Parallelstellen dieselben selten gebrauchten Wörter und Begriffe. Seine Version wird von Caesarius von Heisterbach im Dialogus miraculorum erwähnt. Der Text ist nur als Abschrift in einer spätmittelalterlichen Sammelhandschrift überliefert. Bis zur Edition durch Erwin Assmann war er nahezu unbekannt.

### Handschriften
- Wolfenbüttel, Herzog August Bibliothek, Cod. Guelf. 558 Helmst., 1v-24r (Autograph)
- Hannover, Niedersächsische Landesbibliothek, Ms. XXIII 163, f.1-81